# Elk Grove, California
Elk Grove, California là một thành phố thuộc quận Sacramento trong tiểu bang California, Hoa Kỳ. Thành phố có tổng diện tích 42,239 dặm vuông Anh (109,40 km2) km2, trong đó diện tích đất là 42,190 dặm vuông Anh (109,27 km2). Theo điều tra dân số Hoa Kỳ năm 2010, thành phố có dân số 153.015 người, là thành phố đông dân thứ 156 tại Hoa Kỳ và thành phố lớn thứ nhì quận Sacramento năm 2010.
Elk Grove nằm ở phía nam thủ phủ bang Sacramento. Thành phố thuộc Khu vực thống kê đô thị Sacramento–Arden-Arcade–Roseville.